# Sergius VII. (Neapel)
Sergius VII. († 30. Oktober 1137 bei Rignano) war der letzte Herrscher des Herzogtums Neapel und regierte von 1123 bis 1137.

## Biografie
Sergius war der Sohn seines Vorgängers Johannes VI. und von Eva (oder Anna) Ridel. Während seiner Herrschaft bestand durchgehend die Gefahr, dass sein Herrschaftsbereich in das von Roger II. gegründete Normannenreich von Sizilien eingegliedert würde. Sergius tat alles, um dies zu verhindern, und schloss sich allen Koalitionen an, die eine Einigung Süditaliens abwenden wollten. 1131 war er gezwungen, sich Roger II. zu unterwerfen. Allerdings verbündete er sich kurze Zeit später mit Robert von Capua und Rainulf von Alife und rebellierte mit ihnen gemeinsam gegen Roger. Auch diese Rebellion scheiterte und so musste sich Sergius 1134 erneut ergeben, durfte aber sein Herzogtum behalten. Von einem Gerücht über den Tod des Herrschers angespornt, rebellierte er im folgenden Jahr erneut und organisierte die Verteidigung der Stadt Neapel während der normannischen Belagerung. Obwohl er sich in der Mitte des Jahres 1137 geschlagen geben musste, brachte er es zustande, sich mit seinem Herrscher auszusöhnen. Letzten Endes starb Sergius VII. im Kampf an der Seite Rogers II. gegen seinen ehemaligen Verbündeten Rainulf von Alife bei Rignano Garganico. Da er bei seinem Tod keinen Erben hinterließ, fiel sein Herzogtum 1139 unter die Herrschaft der Normannenkönige von Sizilien.